# Dendrochilum kamborangense
Dendrochilum kamborangense är en orkidéart som beskrevs av Oakes Ames. Dendrochilum kamborangense ingår i släktet Dendrochilum och familjen orkidéer. Inga underarter finns listade i Catalogue of Life.